# Simona Necidová
Simona Necidová (Praga, 20 gennaio 1994) è una calciatrice ceca, centrocampista dello Slavia Praga e difensore della nazionale ceca.
È sorella minore di Tomáš Necid, anche lui calciatore professionista, di ruolo attaccante con 44 presenze in nazionale.

## Carriera

### Club
Necidová ha iniziato a giocare a calcio all'età di 13 anni nello Slavia Praga, iniziando nelle giovanili per poi passare alla prima squadra dalla stagione 2011-2012. Ha trascorso tutta la sua carriera con lo Slavia, ad eccezione della stagione 2018-2019 quando è stata ceduta in prestito allo Slovan Liberec. Con lo Slavia ha vinto quattro titoli cechi, ha vinto due volte la Coppa Ceca e ha giocato nella UEFA Women's Champions League, torneo dove si rivela fondamentale per il passaggio i quarti di finale nell'edizione 2015-2016 segnando la rete del 2-1 sulle russe dello Zvezda 2005 Perm'.

### Nazionale
Necidová inizia ad essere convocata dalla Federcalcio ceca nel 2009, inserita nella formazione Under-17 che disputa le qualificazioni all'Europeo 2010 di categoria, per lei 3 presenze in quell'occasione prima dell'eliminazione della sua nazionale alla prima fase. Rimasta in quota anche per le successive qualificazioni all'Europeo 2011, condivide con le compagne un miglior percorso del precedente, con la Repubblica Ceca che chiude da imbattuta la prima fase eliminatoria, dove Necidová va anche a segno per la prima volta nella vittoria per 8-0 con le par età della Macedonia, per poi veder sfumare la possibilità del primo accesso a una fase finale per la sconfitta con il Belgio.
Dopo una sola presenza con l'Under-19, in amichevole nel 2012, l'anno successivo arriva anche il debutto nella nazionale maggiore, chiamata per l'amichevole del 20 settembre vinta 2-0 con la Francia dove entra negli ultimi minuti dell'incontro.

## Palmarès

### Club
- Campionato ceco: 4

Slavia Praga: 2013-2014, 2014-2015, 2015-2016. 2016-2017
- Coppa della Repubblica Ceca femminile: 2

Slavia Praga: 2013-2014, 2015-2016